# Ратуша (Гера)
Ратуша Геры (нем. Geraer Rathaus) ― резиденция администрации и Городского совета Геры. Состоит из нескольких соединенных друг с другом зданий, расположенных между городским рынком и зерновым рынком.

## История
Согласно сведениям средневековых хроник, своя ратуша в Гере была уже в 1254 году. Первое упоминание о ней датируется записью от 30 марта 1425 года. В 1450 году, во время одного из феодальных конфликтов в Саксонии, здание было разрушено, однако было восстановлено к 1487 году.

Ратуша в современном виде была отстроена в 1573―1575 годах в стиле архитектуры Возрождения. Из-за своего большого сходства с ратушей города Альтенбурга исследователи предполагают, что построена она была по проекту Николауса Громана из Торгау. 14 октября 1575 года произошла торжественная церемония возведения шпиля башни. Рядом с ратушей ранее располагался так называемый «Хлебный банк» (ныне здесь находится ресторан), а напротив него ― старый позорный столб. В своём нынешнем виде он был установлен здесь в 1754 году.

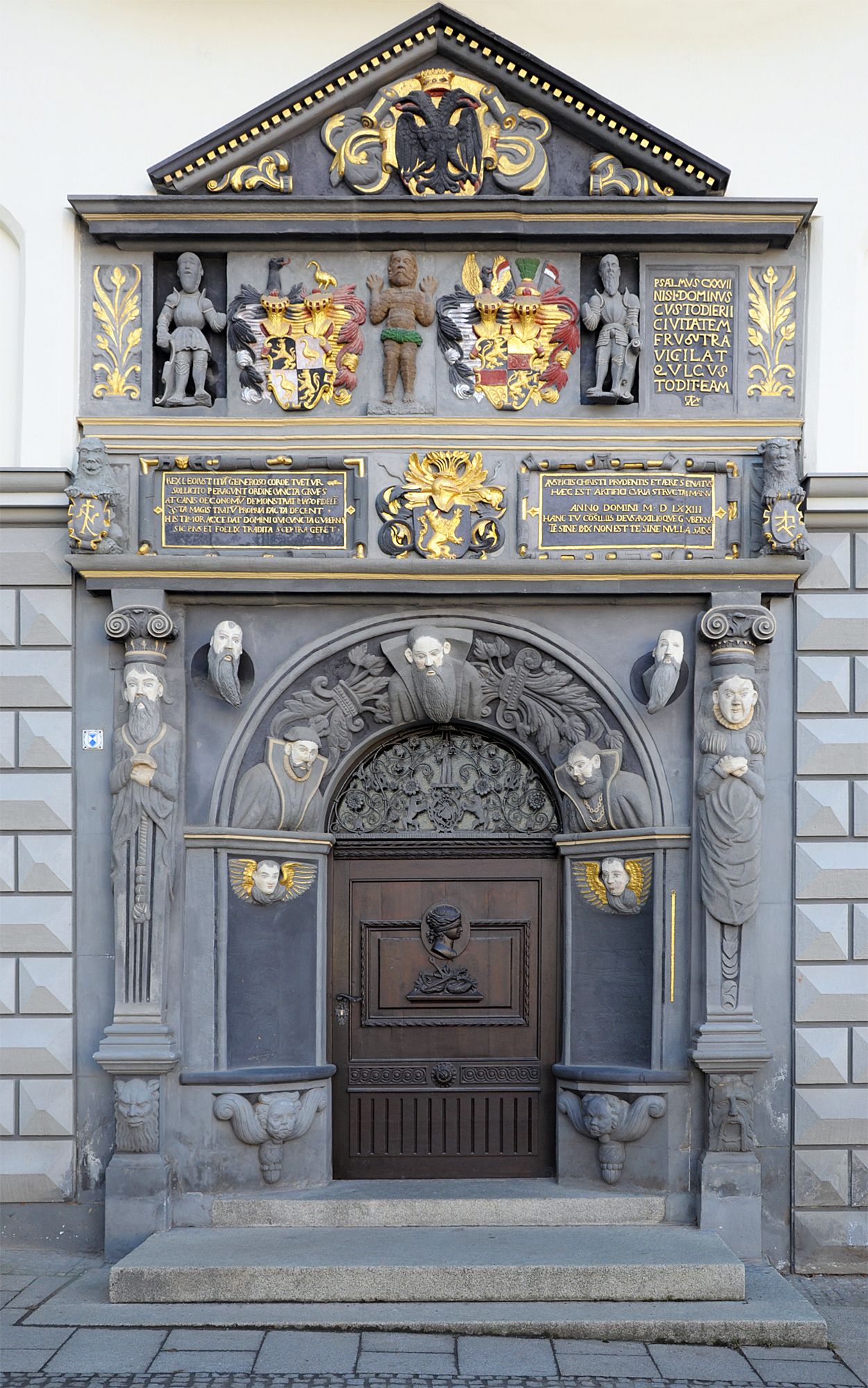
Портал ратуши

В результате городского пожара 1780 года ратуша была серьёзно повреждена, однако стены её остались почти нетронуты, так что в 1783―1784 годах она была восстановлена в соответствии с проектом оригинального здания; единственным существенным изменением стал опущенный фронтон со стороны рынка. В 1793 году задняя часть, выходящая на Зерновой рынок, была дополнена двухэтажным пристроем.
В 1911―1912 годах ратуша была расширена ещё одним зданием, получившим название Новая ратуша и также расположенным у Зернового рынка. Все здания были соединены друг с другом.
В 1973 году в подвале ратуши было открыто кабаре «Фетнэпхен».

### Портал
Портал ратуши был построен в 1573―1576 годах при участии архитектора Никола Тейнера из Лобеда и двух других каменщиков. На фронтоне портала изображён двуглавый орёл Священной Римской империи, а также гербы династий Рейссов и Зольмсов. Герб Сольмсов здесь присутствует по причине того, что портал был возведён во времена правления Доротеи фон Зольмс-Зонненвальде, которая была регентом при своём несовершеннолетнем сыне Генрихе II Постуме.
Среди гербов владетельных домов также находится и герб города, окруженный двумя надписями на латинском языке. Три мужские фигуры в арке интерпретируются как три бюргермейстера, управлявшие городом во время постройки портала. В те годы в Гере заседал совет трёх и бюргермейстер избирался каждый год.
На резьбе на дверных створках изображена древнеримская богиня Юстиция со своими атрибутами: глазной повязкой, весами и обоюдоострым мечом. На правой стороне портала изображена мера герского локтя (0,572 м).

### Сторожевая башня
В последний раз башня ратуши была обитаема между 1936 и 1939 годами. В настоящее время здесь размещается небольшая постоянная экспозиция вещей, принадлежавших последнему жителю крошечной квартиры.